# Liste der Autorenbeteiligungen und Produktionen von Frank Farian
Dies ist eine Übersicht über die Autorenbeteiligungen und Musikproduktionen des deutschen Musikers Frank Farian. Er veröffentlichte sie unter seinem Realnamen Franz Reuter oder unter einem Pseudonymen wie FAR, G. Mart oder Zambi.
Hitmedleys, Remixe, Liveaufnahmen und Neuaufnahmen des gleichen Interpreten werden in der Liste nicht aufgeführt. Aus Gründen der besseren Übersicht werden lediglich nennenswerte Coverversionen aufgeführt. Tätigkeiten als Komponist und/oder Liedtexter stehen in der Liste in der Spalte „Autor“. 

## ()
| Jahr | Titel                            | Interpret     | Autor                       | Produzent                   |
| ---- | -------------------------------- | ------------- | --------------------------- | --------------------------- |
| 1983 | (I Need a) Babysitter            | Boney M.      | Grünes Häkchensymbol für ja | Grünes Häkchensymbol für ja |
| 1987 | (You’re My) Soul and Inspiration | Peter Hofmann |                             | Grünes Häkchensymbol für ja |

## #
| Jahr | Titel                                     | Interpret               | Autor                       | Produzent                   |
| ---- | ----------------------------------------- | ----------------------- | --------------------------- | --------------------------- |
| 1984 | 10.000 Lightyears                         | Boney M.                | Grünes Häkchensymbol für ja | Grünes Häkchensymbol für ja |
| 2000 | 1001 Nights                               | Andia feat. Desert Rose |                             | Grünes Häkchensymbol für ja |
| 1981 | 6 Years of Boney M. Hits “Boney M. on 45” | Boney M.                | Grünes Häkchensymbol für ja | Grünes Häkchensymbol für ja |

## A
| Jahr | Titel                       | Interpret                   | Autor                       | Produzent                   |
| ---- | --------------------------- | --------------------------- | --------------------------- | --------------------------- |
| 1976 | A Baby of Love              | Gilla                       | Grünes Häkchensymbol für ja | Grünes Häkchensymbol für ja |
| 1998 | A Moment of Love            | La Bouche                   |                             | Grünes Häkchensymbol für ja |
| 2006 | A Moment of Love            | Boney M. feat. Liz Mitchell | Grünes Häkchensymbol für ja | Grünes Häkchensymbol für ja |
| 1987 | A Salty Dog                 | Peter Hofmann               |                             | Grünes Häkchensymbol für ja |
| 1978 | A Taste of Aggro            | The Barron Knights          | Grünes Häkchensymbol für ja |                             |
| 1977 | A Woman Can Change a Man    | Boney M.                    | Grünes Häkchensymbol für ja | Grünes Häkchensymbol für ja |
| 1983 | Aerobic Fitness Dancing     | Sydne Rome                  |                             | Grünes Häkchensymbol für ja |
| 1981 | African Moon                | Boney M.                    | Grünes Häkchensymbol für ja | Grünes Häkchensymbol für ja |
| 1994 | Ain’t Nobody                | Paris Red                   |                             | Grünes Häkchensymbol für ja |
| 1982 | All Coloured in Love        | Precious Wilson             |                             | Grünes Häkchensymbol für ja |
| 1988 | All Or Nothing              | Milli Vanilli               | Grünes Häkchensymbol für ja | Grünes Häkchensymbol für ja |
| 1975 | Am Samstagabend             | Frank Farian                | Grünes Häkchensymbol für ja | Grünes Häkchensymbol für ja |
| 1989 | Ambush in the Night         | Jayne                       |                             | Grünes Häkchensymbol für ja |
| 1975 | Amigo Charly Brown          | Benny                       |                             | Grünes Häkchensymbol für ja |
| 1974 | An mir soll es nicht liegen | Frank Farian                | Grünes Häkchensymbol für ja | Grünes Häkchensymbol für ja |
| 1975 | Atlantica                   | Frank Farian                | Grünes Häkchensymbol für ja | Grünes Häkchensymbol für ja |
| 1975 | Atlantica (la décision)     | Seventy Five Music          | Grünes Häkchensymbol für ja | Grünes Häkchensymbol für ja |
| 1981 | Auld Lang Syne              | Boney M.                    | Grünes Häkchensymbol für ja | Grünes Häkchensymbol für ja |
| 2017 | Ave Maria                   | Boney M.                    | Grünes Häkchensymbol für ja | Grünes Häkchensymbol für ja |

## B
| Jahr | Titel                                                                            | Interpret                                   | Autor                       | Produzent                   |
| ---- | -------------------------------------------------------------------------------- | ------------------------------------------- | --------------------------- | --------------------------- |
| 1998 | Baby Come Back                                                                   | No Mercy                                    |                             | Grünes Häkchensymbol für ja |
| 1975 | Baby Do You Wanna Bump                                                           | Boney M.                                    | Grünes Häkchensymbol für ja | Grünes Häkchensymbol für ja |
| 1988 | Baby Don’t Forget My Number                                                      | Milli Vanilli                               | Grünes Häkchensymbol für ja | Grünes Häkchensymbol für ja |
| 1998 | Baby I Was Made for Loving You                                                   | No Mercy                                    | Grünes Häkchensymbol für ja | Grünes Häkchensymbol für ja |
| 1989 | Baby unser Boot geht unter                                                       | Patrick, Florian, Christian, Juliane & Jana | Grünes Häkchensymbol für ja |                             |
| 1978 | Babylon                                                                          | Karel Gott                                  | Grünes Häkchensymbol für ja |                             |
| 1998 | Babylon                                                                          | Bart Kaëll                                  | Grünes Häkchensymbol für ja |                             |
| 1979 | Bahama Mama                                                                      | Boney M.                                    | Grünes Häkchensymbol für ja | Grünes Häkchensymbol für ja |
| 1980 | Bahama Mama                                                                      | Orchestra Kai Warner                        | Grünes Häkchensymbol für ja |                             |
| 1985 | Bang Bang Lulu                                                                   | Boney M.                                    | Grünes Häkchensymbol für ja |                             |
| 1984 | Barbarella Fortuneteller                                                         | Boney M.                                    | Grünes Häkchensymbol für ja | Grünes Häkchensymbol für ja |
| 1974 | Barkarole in einer Nacht                                                         | Fred Gard                                   | Grünes Häkchensymbol für ja | Grünes Häkchensymbol für ja |
| 1995 | Be My Lover                                                                      | La Bouche                                   |                             | Grünes Häkchensymbol für ja |
| 1977 | Be My Sweet Little Girl                                                          | Chris Denning                               |                             | Grünes Häkchensymbol für ja |
| 1977 | Be Yourself                                                                      | Eruption feat. Precious Wilson              |                             | Grünes Häkchensymbol für ja |
| 1984 | Bel Ami                                                                          | Boney M.                                    | Grünes Häkchensymbol für ja | Grünes Häkchensymbol für ja |
| 1976 | Belfast                                                                          | Gilla                                       |                             | Grünes Häkchensymbol für ja |
| 1977 | Belfast                                                                          | Boney M.                                    |                             | Grünes Häkchensymbol für ja |
| 1977 | Bend Me Shape Me                                                                 | Gilla                                       |                             | Grünes Häkchensymbol für ja |
| 1979 | Bier is zo gezond                                                                | Ben Lansink                                 | Grünes Häkchensymbol für ja | Grünes Häkchensymbol für ja |
| 1991 | Big Brother                                                                      | The Real Milli Vanilli                      |                             |                             |
| 2016 | Bim bam Rijmenam                                                                 | Rudy Jones                                  | Grünes Häkchensymbol für ja |                             |
| 1975 | Bin ich zu jung?                                                                 | Janosch Rosenberg                           | Grünes Häkchensymbol für ja | Grünes Häkchensymbol für ja |
| 1989 | Blame It on the Rain                                                             | Milli Vanilli                               |                             | Grünes Häkchensymbol für ja |
| 1974 | Bleib bei mir                                                                    | Frank Farian                                | Grünes Häkchensymbol für ja | Grünes Häkchensymbol für ja |
| 1975 | Bleib bei mir – geh doch                                                         | Gilla                                       | Grünes Häkchensymbol für ja | Grünes Häkchensymbol für ja |
| 1986 | Blind Before I Stop                                                              | Meat Loaf                                   |                             | Grünes Häkchensymbol für ja |
| 1985 | Blue Beach                                                                       | Boney M.                                    | Grünes Häkchensymbol für ja | Grünes Häkchensymbol für ja |
| 1998 | Body & Soul                                                                      | La Bouche                                   |                             | Grünes Häkchensymbol für ja |
| 1991 | Body Slam                                                                        | The Real Milli Vanilli                      | Grünes Häkchensymbol für ja | Grünes Häkchensymbol für ja |
| 1996 | Bolingo (Love Is in the Air)                                                     | La Bouche                                   | Grünes Häkchensymbol für ja | Grünes Häkchensymbol für ja |
| 1996 | Bonita                                                                           | No Mercy                                    | Grünes Häkchensymbol für ja | Grünes Häkchensymbol für ja |
| 1981 | Boonoonoonoos                                                                    | Boney M.                                    | Grünes Häkchensymbol für ja | Grünes Häkchensymbol für ja |
| 2003 | Boy I’m Gonna Miss You                                                           | Daniel Lopes feat. Gift                     | Grünes Häkchensymbol für ja | Grünes Häkchensymbol für ja |
| 1989 | Boy in the Tree                                                                  | Q                                           |                             | Grünes Häkchensymbol für ja |
| 1990 | Break Away                                                                       | John Davis                                  |                             | Grünes Häkchensymbol für ja |
| 1981 | Breakaway                                                                        | Boney M.                                    |                             | Grünes Häkchensymbol für ja |
| 2006 | Brown Girl                                                                       | Jurassic 5 feat. Brick & Lace               | Grünes Häkchensymbol für ja |                             |
| 1978 | Brown Girl in the Ring                                                           | Boney M.                                    | Grünes Häkchensymbol für ja | Grünes Häkchensymbol für ja |
| 1990 | Brown Girl in the Ring                                                           | Brotherhood of Man                          | Grünes Häkchensymbol für ja |                             |
| 2001 | Brown Girl in the Ring                                                           | Liquido                                     | Grünes Häkchensymbol für ja |                             |
| 1985 | Brown Girl in the Ring / Rivers of Babylon / Hooray! Hooray! It's a Holi-Holiday | Black Lace                                  | Grünes Häkchensymbol für ja |                             |
| 1986 | Burning Down                                                                     | Meat Loaf                                   |                             | Grünes Häkchensymbol für ja |
| 1989 | Burning Up the Night                                                             | Jayne                                       |                             | Grünes Häkchensymbol für ja |
| 2003 | By Heart                                                                         | Daniel Lopes feat. Norissa                  |                             | Grünes Häkchensymbol für ja |
| 1979 | Bye Bye Bluebird                                                                 | Boney M.                                    | Grünes Häkchensymbol für ja | Grünes Häkchensymbol für ja |
| 1972 | Bye Bye Love                                                                     | Frank Farian                                |                             | Grünes Häkchensymbol für ja |

## C
| Jahr | Titel                                      | Interpret                   | Autor                       | Produzent                   |
| ---- | ------------------------------------------ | --------------------------- | --------------------------- | --------------------------- |
| 1979 | Calendar Song (January, February, March …) | Boney M.                    | Grünes Häkchensymbol für ja | Grünes Häkchensymbol für ja |
| 1980 | Call My Name                               | Eruption                    |                             | Grünes Häkchensymbol für ja |
| 1988 | Can’t You Feel My Love                     | Milli Vanilli               |                             | Grünes Häkchensymbol für ja |
| 1983 | Car Wash                                   | Precious Wilson             |                             | Grünes Häkchensymbol für ja |
| 1975 | Cara mia bleib                             | Frank Farian                |                             | Grünes Häkchensymbol für ja |
| 2017 | Carol of the Bells (For One and All)       | Boney M. feat. Liz Mitchell | Grünes Häkchensymbol für ja | Grünes Häkchensymbol für ja |
| 1982 | Chanson d’amour                            | La Mama                     |                             | Grünes Häkchensymbol für ja |
| 1985 | Chica da Silva                             | Boney M.                    | Grünes Häkchensymbol für ja | Grünes Häkchensymbol für ja |
| 1980 | Children of Paradise                       | Boney M.                    | Grünes Häkchensymbol für ja | Grünes Häkchensymbol für ja |
| 1981 | Christmas Medley                           | Boney M.                    | Grünes Häkchensymbol für ja | Grünes Häkchensymbol für ja |
| 1980 | Come Back to Me                            | Eruption                    |                             | Grünes Häkchensymbol für ja |
| 1980 | Come to My Island in the Sea               | Chris Denning               |                             | Grünes Häkchensymbol für ja |
| 1978 | Computer Love                              | Eruption                    |                             | Grünes Häkchensymbol für ja |
| 1983 | Concerto for Meditation                    | The Farian Orchestra        | Grünes Häkchensymbol für ja | Grünes Häkchensymbol für ja |
| 1989 | Consciousness                              | Q                           |                             | Grünes Häkchensymbol für ja |
| 1981 | Consuela Biaz                              | Boney M.                    | Grünes Häkchensymbol für ja | Grünes Häkchensymbol für ja |
| 1998 | Consuela Biaz                              | No Mercy                    | Grünes Häkchensymbol für ja | Grünes Häkchensymbol für ja |
| 1979 | Cool Rock 'n’Roll                          | Gilla                       |                             | Grünes Häkchensymbol für ja |
| 1983 | Cooling Down With Sydne                    | Sydne Rome                  | Grünes Häkchensymbol für ja | Grünes Häkchensymbol für ja |
| 1991 | Crazy Cane                                 | The Real Milli Vanilli      |                             | Grünes Häkchensymbol für ja |
| 1980 | Cr-Cr-Cr-Cry to Me                         | Precious Wilson             |                             | Grünes Häkchensymbol für ja |

## D
| Jahr | Titel                                 | Interpret                                     | Autor                       | Produzent                   |
| ---- | ------------------------------------- | --------------------------------------------- | --------------------------- | --------------------------- |
| 1993 | Da La De La                           | Boney M.                                      |                             | Grünes Häkchensymbol für ja |
| 1976 | Daddy Cool                            | Boney M.                                      | Grünes Häkchensymbol für ja | Grünes Häkchensymbol für ja |
| 1976 | Daddy Cool                            | Peter Thomas Orchestra                        | Grünes Häkchensymbol für ja |                             |
| 1977 | Daddy Cool                            | Gottfried Böttger                             | Grünes Häkchensymbol für ja |                             |
| 1977 | Daddy Cool                            | Mike S.                                       | Grünes Häkchensymbol für ja |                             |
| 1977 | Daddy Cool                            | Sten & Stanley                                | Grünes Häkchensymbol für ja |                             |
| 2003 | Daddy Cool                            | Handsome Hank and His Lonesome Boys           | Grünes Häkchensymbol für ja |                             |
| 2003 | Daddy Cool                            | Placebo                                       | Grünes Häkchensymbol für ja |                             |
| 2005 | Daddy Cool                            | Vinylshakerz                                  | Grünes Häkchensymbol für ja |                             |
| 2012 | Daddy Cool                            | Rummelsnuff                                   | Grünes Häkchensymbol für ja |                             |
| 1968 | Dana My Love                          | Frank Farian                                  | Grünes Häkchensymbol für ja | Grünes Häkchensymbol für ja |
| 1988 | Dance with a Devil                    | Milli Vanilli                                 | Grünes Häkchensymbol für ja |                             |
| 1978 | Dancing in the Streets                | Boney M.                                      | Grünes Häkchensymbol für ja | Grünes Häkchensymbol für ja |
| 1977 | Daniela, was nun?                     | Benny                                         |                             | Grünes Häkchensymbol für ja |
| 1981 | Darkness Is Falling                   | Boney M.                                      |                             | Grünes Häkchensymbol für ja |
| 1975 | Das mache ich nicht mit               | Benny                                         | Grünes Häkchensymbol für ja | Grünes Häkchensymbol für ja |
| 2003 | Dedicate                              | Daniel Lopes                                  |                             | Grünes Häkchensymbol für ja |
| 1978 | Den dopper                            | De Strangers                                  | Grünes Häkchensymbol für ja |                             |
| 1974 | Der erste Kuss – die ersten Tränen    | Benny                                         | Grünes Häkchensymbol für ja | Grünes Häkchensymbol für ja |
| 1977 | Der Junge, den ich nie vergessen kann | Herlinde                                      |                             | Grünes Häkchensymbol für ja |
| 1976 | Der Strom der Zeit                    | Gilla                                         | Grünes Häkchensymbol für ja | Grünes Häkchensymbol für ja |
| 1978 | Die Legende von Babylon               | Bruce Low                                     | Grünes Häkchensymbol für ja | Grünes Häkchensymbol für ja |
| 1978 | Die Legende von Babylon               | Karel Gott                                    | Grünes Häkchensymbol für ja |                             |
| 1978 | Die Legende von Babylon               | Peter Orloff                                  | Grünes Häkchensymbol für ja |                             |
| 1979 | Die Legende von Babylon               | Mike Krüger (Liedtitel: Die Lende von Marion) | Grünes Häkchensymbol für ja |                             |
| 1979 | Discolimbo                            | The Original Trinidad Steel Band              |                             | Grünes Häkchensymbol für ja |
| 1979 | Discothek                             | Gilla                                         |                             | Grünes Häkchensymbol für ja |
| 1984 | Dizzy                                 | Boney M.                                      |                             | Grünes Häkchensymbol für ja |
| 1978 | Do You Know What It Feels Like        | Eruption                                      |                             | Grünes Häkchensymbol für ja |
| 1995 | Do You Still Need Me                  | La Bouche                                     | Grünes Häkchensymbol für ja | Grünes Häkchensymbol für ja |
| 1996 | Do You Want Me                        | No Mercy                                      |                             |                             |
| 2010 | Doin’Fine                             | Amanda Lear                                   | Grünes Häkchensymbol für ja |                             |
| 1989 | Don’t Call Me Up                      | The Touch with Terence Trent D’Arby           |                             | Grünes Häkchensymbol für ja |
| 1971 | Don’t Let Me Be Misunderstood         | The Falcons                                   |                             | Grünes Häkchensymbol für ja |
| 1998 | Don’t Let the Rain                    | La Bouche                                     |                             | Grünes Häkchensymbol für ja |
| 1996 | Don’t Make Me Live Without You        | No Mercy                                      |                             | Grünes Häkchensymbol für ja |
| 1989 | Don't Pull Me Down                    | Q                                             |                             | Grünes Häkchensymbol für ja |
| 2007 | Down and Dirty                        | Fashion Club                                  | Grünes Häkchensymbol für ja | Grünes Häkchensymbol für ja |
| 1985 | Dreadlock Holiday                     | Boney M.                                      |                             |                             |
| 1988 | Dreams to Remember                    | Milli Vanilli                                 | Grünes Häkchensymbol für ja | Grünes Häkchensymbol für ja |
| 1975 | Du bist da                            | Gilla                                         | Grünes Häkchensymbol für ja | Grünes Häkchensymbol für ja |
| 1975 | Du bist der Himmel auf Erden          | Fred Gard                                     | Grünes Häkchensymbol für ja | Grünes Häkchensymbol für ja |
| 1975 | Du bist nicht die erste Liebe         | Gilla                                         | Grünes Häkchensymbol für ja | Grünes Häkchensymbol für ja |
| 1974 | Du bist sechzehn                      | Benny                                         |                             | Grünes Häkchensymbol für ja |
| 1970 | Du bist wunderbar                     | Frank Farian                                  | Grünes Häkchensymbol für ja | Grünes Häkchensymbol für ja |
| 1987 | Dust in the Wind                      | Peter Hofmann                                 |                             | Grünes Häkchensymbol für ja |
| 1996 | D’Yer Mak R                           | No Mercy                                      |                             | Grünes Häkchensymbol für ja |

## E
| Jahr | Titel                            | Interpret                     | Autor                       | Produzent                   |
| ---- | -------------------------------- | ----------------------------- | --------------------------- | --------------------------- |
| 1989 | Edge of Ecstasy                  | Jayne                         |                             | Grünes Häkchensymbol für ja |
| 1975 | Ein Baby von dir                 | Gilla                         | Grünes Häkchensymbol für ja | Grünes Häkchensymbol für ja |
| 1964 | Ein Herz aus Stein               | Frankie Farian & die Schatten | Grünes Häkchensymbol für ja |                             |
| 1969 | Ein Kissen voller Träume         | Frank Farian                  | Grünes Häkchensymbol für ja | Grünes Häkchensymbol für ja |
| 1971 | Ein neuer Stern ging auf         | Frank Farian                  | Grünes Häkchensymbol für ja | Grünes Häkchensymbol für ja |
| 1971 | Ein Tag wie jeder (La, la, la)   | Regina Palm                   | Grünes Häkchensymbol für ja | Grünes Häkchensymbol für ja |
| 1979 | El Lute                          | Boney M.                      | Grünes Häkchensymbol für ja | Grünes Häkchensymbol für ja |
| 1979 | El Lute                          | Michael Holm                  | Grünes Häkchensymbol für ja | Grünes Häkchensymbol für ja |
| 1979 | El Lute                          | Franz Lambert                 | Grünes Häkchensymbol für ja |                             |
| 1979 | El Lute                          | Wizex                         | Grünes Häkchensymbol für ja |                             |
| 1980 | El Lute                          | The Spotnicks                 | Grünes Häkchensymbol für ja |                             |
| 1981 | El Lute                          | Orchester Anthony Ventura     | Grünes Häkchensymbol für ja |                             |
| 2015 | Elisa                            | Herbert                       | Grünes Häkchensymbol für ja |                             |
| 1974 | Elisabeth-Serenade               | Fred Gard                     |                             | Grünes Häkchensymbol für ja |
| 1975 | Es ist besser, wenn du gehst     | Frank Farian                  | Grünes Häkchensymbol für ja | Grünes Häkchensymbol für ja |
| 1972 | Es ist so schwer, dich zu lieben | Frank Farian                  |                             | Grünes Häkchensymbol für ja |
| 1976 | Es wär schon eine Sünde wert     | Fred Gard                     | Grünes Häkchensymbol für ja | Grünes Häkchensymbol für ja |
| 2009 | Eternal Love                     | Biggi Bardot                  | Grünes Häkchensymbol für ja |                             |
| 1982 | Every Day Will Be Like a Holiday | Precious Wilson               |                             | Grünes Häkchensymbol für ja |
| 1986 | Execution Day                    | Meat Loaf                     |                             | Grünes Häkchensymbol für ja |
| 1984 | Exodus (Noah's Ark 2001)         | Boney M.                      | Grünes Häkchensymbol für ja | Grünes Häkchensymbol für ja |
| 1985 | Eye Dance                        | Boney M.                      | Grünes Häkchensymbol für ja | Grünes Häkchensymbol für ja |

## F
| Jahr | Titel                             | Interpret                                                                           | Autor                       | Produzent                   |
| ---- | --------------------------------- | ----------------------------------------------------------------------------------- | --------------------------- | --------------------------- |
| 1983 | Fa Fa Fa                          | Precious Wilson                                                                     |                             | Grünes Häkchensymbol für ja |
| 2011 | Fassl voll Bier                   | HoAß                                                                                | Grünes Häkchensymbol für ja |                             |
| 1980 | Felicidad (Margherita)            | Boney M.                                                                            |                             | Grünes Häkchensymbol für ja |
| 2009 | Felicidad (Margherita)            | Boney M. feat. Sherita O. & Yulee B. (Liedtitel: Felicidad America (Obama – Obama)) |                             | Grünes Häkchensymbol für ja |
| 1981 | Feliz Navidad                     | Boney M.                                                                            |                             | Grünes Häkchensymbol für ja |
| 2017 | Feliz Navidad All Over            | Boney M.                                                                            | Grünes Häkchensymbol für ja | Grünes Häkchensymbol für ja |
| 1971 | Fever                             | The Falcons                                                                         |                             | Grünes Häkchensymbol für ja |
| 1976 | Fever                             | Boney M.                                                                            |                             | Grünes Häkchensymbol für ja |
| 1980 | Fight Fight Fight                 | Eruption                                                                            |                             | Grünes Häkchensymbol für ja |
| 1985 | Financial Controller              | Far Corporation                                                                     | Grünes Häkchensymbol für ja | Grünes Häkchensymbol für ja |
| 1985 | Fire and Water                    | Far Corporation                                                                     |                             | Grünes Häkchensymbol für ja |
| 1971 | Fire Higher Than the Mountain     | The Falcons                                                                         |                             | Grünes Häkchensymbol für ja |
| 1979 | Fire Is Gone                      | Eruption                                                                            |                             | Grünes Häkchensymbol für ja |
| 1976 | First Love                        | Gilla                                                                               | Grünes Häkchensymbol für ja | Grünes Häkchensymbol für ja |
| 1995 | Forget Me Nots                    | La Bouche                                                                           |                             | Grünes Häkchensymbol für ja |
| 2011 | Frank Zander                      | Curry Sauce feat. Frank Zander                                                      | Grünes Häkchensymbol für ja |                             |
| 1994 | Full Moon                         | Far Corporation                                                                     |                             | Grünes Häkchensymbol für ja |
| 1998 | Full Moon                         | No Mercy                                                                            |                             | Grünes Häkchensymbol für ja |
| 1979 | Funky Dancer (You Got Me Dancing) | Precious Wilson                                                                     |                             | Grünes Häkchensymbol für ja |
| 1983 | Funky Fingers                     | Precious Wilson                                                                     |                             | Grünes Häkchensymbol für ja |
| 1984 | Future World                      | Boney M.                                                                            | Grünes Häkchensymbol für ja | Grünes Häkchensymbol für ja |

## G
| Jahr | Titel                                                     | Interpret                                | Autor                       | Produzent                   |
| ---- | --------------------------------------------------------- | ---------------------------------------- | --------------------------- | --------------------------- |
| 1980 | Gadda-Da-Vida                                             | Boney M.                                 |                             | Grünes Häkchensymbol für ja |
| 1977 | Gentlemen Callers Not Allowed                             | Gilla                                    | Grünes Häkchensymbol für ja | Grünes Häkchensymbol für ja |
| 1977 | Gentlemen Callers Not Allowed                             | Gilla & Bobby                            | Grünes Häkchensymbol für ja | Grünes Häkchensymbol für ja |
| 1983 | Getting Away with Murder                                  | Meat Loaf                                |                             | Grünes Häkchensymbol für ja |
| 1972 | Ginny oh Ginny (Es war einmal, so fangen alle Märchen an) | Charly Marks                             |                             | Grünes Häkchensymbol für ja |
| 1973 | Ginny oh Ginny (Es war einmal, so fangen alle Märchen an) | Frank Farian                             |                             | Grünes Häkchensymbol für ja |
| 1968 | Gipsy                                                     | Frank Farian                             | Grünes Häkchensymbol für ja | Grünes Häkchensymbol für ja |
| 1988 | Girl I’m Gonna Miss You                                   | Milli Vanilli                            | Grünes Häkchensymbol für ja | Grünes Häkchensymbol für ja |
| 1971 | Girl on My Mind                                           | The Falcons                              |                             | Grünes Häkchensymbol für ja |
| 1988 | Girl You Know It’s True                                   | Milli Vanilli                            |                             | Grünes Häkchensymbol für ja |
| 1989 | Girlfriend                                                | Q                                        |                             | Grünes Häkchensymbol für ja |
| 1985 | Give It Up                                                | Boney M.                                 |                             | Grünes Häkchensymbol für ja |
| 1978 | Give Me a Little Piece of Your Sweet Side                 | Eruption                                 |                             | Grünes Häkchensymbol für ja |
| 1977 | Gloria, Can You Waddle                                    | Boney M.                                 | Grünes Häkchensymbol für ja | Grünes Häkchensymbol für ja |
| 1980 | Go Ahead                                                  | Eruption                                 |                             | Grünes Häkchensymbol für ja |
| 1979 | Go Down Mainstreet                                        | Gilla                                    |                             | Grünes Häkchensymbol für ja |
| 1980 | Go Johnnie Go (Keep on Walking, John B.)                  | Eruption                                 |                             | Grünes Häkchensymbol für ja |
| 2014 | Goddess                                                   | Iggy Azalea                              | Grünes Häkchensymbol für ja | Grünes Häkchensymbol für ja |
| 1982 | Going Back West                                           | Boney M.                                 |                             |                             |
| 1972 | Gold in Acapulco                                          | Frank Farian                             | Grünes Häkchensymbol für ja | Grünes Häkchensymbol für ja |
| 1980 | Good Good Feelin’                                         | Eruption                                 |                             | Grünes Häkchensymbol für ja |
| 1974 | Goodbye Love                                              | Charly Marks                             | Grünes Häkchensymbol für ja | Grünes Häkchensymbol für ja |
| 1981 | Goodbye My Friend                                         | Boney M.                                 | Grünes Häkchensymbol für ja | Grünes Häkchensymbol für ja |
| 1976 | Got a Man on My Mind                                      | Liz Mitchell                             | Grünes Häkchensymbol für ja | Grünes Häkchensymbol für ja |
| 1985 | Got Cha Loco                                              | Boney M.                                 | Grünes Häkchensymbol für ja | Grünes Häkchensymbol für ja |
| 1979 | Gotta Go Home                                             | Boney M.                                 | Grünes Häkchensymbol für ja | Grünes Häkchensymbol für ja |
| 2010 | Gotta Go Home                                             | Duck Sauce (Liedtitel: Barbra Streisand) | Grünes Häkchensymbol für ja |                             |
| 2010 | Gotta Go Home                                             | Boney M. (Liedtitel: Barbra Streisand)   | Grünes Häkchensymbol für ja | Grünes Häkchensymbol für ja |
| 1993 | Gotta Have It (From New York Straight to Paris)           | Paris Red                                |                             | Grünes Häkchensymbol für ja |
| 1975 | Gran’ma Likes to Rock'n Roll                              | Copains                                  | Grünes Häkchensymbol für ja | Grünes Häkchensymbol für ja |
| 1983 | Groovin’                                                  | Precious Wilson                          |                             | Grünes Häkchensymbol für ja |
| 1974 | Guitar Girl                                               | Janosch Rosenberg                        | Grünes Häkchensymbol für ja | Grünes Häkchensymbol für ja |
| 1999 | Günün birinde                                             | Ayşen                                    | Grünes Häkchensymbol für ja |                             |
| 1971 | Gypsy, ich bin so allein                                  | Die Flippers                             | Grünes Häkchensymbol für ja |                             |

## H
| Jahr | Titel                                    | Interpret                                         | Autor                       | Produzent                   |
| ---- | ---------------------------------------- | ------------------------------------------------- | --------------------------- | --------------------------- |
| 2017 | Hallelujah (Michael Row the Boat …)      | Boney M.                                          | Grünes Häkchensymbol für ja | Grünes Häkchensymbol für ja |
| 2017 | Happy Birthday Jesus                     | Boney M.                                          | Grünes Häkchensymbol für ja | Grünes Häkchensymbol für ja |
| 1984 | Happy Song                               | Boney M. and Bobby Farrell with The School-Rebels |                             | Grünes Häkchensymbol für ja |
| 1972 | Happy-Go-Lucky                           | Copains                                           | Grünes Häkchensymbol für ja |                             |
| 1991 | Hard As Hell                             | The Real Milli Vanilli                            | Grünes Häkchensymbol für ja | Grünes Häkchensymbol für ja |
| 1981 | Hark the Herald Angels Sing              | Boney M.                                          | Grünes Häkchensymbol für ja | Grünes Häkchensymbol für ja |
| 1989 | Has Heaven Had a Change of Heart         | Jayne                                             |                             | Grünes Häkchensymbol für ja |
| 1977 | Have You Ever Seen the Rain              | Boney M.                                          |                             | Grünes Häkchensymbol für ja |
| 2011 | Hawaraheisl                              | Trackshittaz                                      | Grünes Häkchensymbol für ja |                             |
| 1987 | He Ain't Heavy … He's My Brother         | Peter Hofmann                                     |                             | Grünes Häkchensymbol für ja |
| 1978 | He Was a Steppenwolf                     | Boney M.                                          | Grünes Häkchensymbol für ja | Grünes Häkchensymbol für ja |
| 1980 | Heading for the Top                      | Eruption                                          |                             | Grünes Häkchensymbol für ja |
| 1978 | Heart of Gold                            | Boney M.                                          |                             | Grünes Häkchensymbol für ja |
| 1979 | Heartbreaker                             | Gilla                                             |                             | Grünes Häkchensymbol für ja |
| 1975 | Heiße Räder lassen grüßen (Du bist da)   | Benny                                             |                             | Grünes Häkchensymbol für ja |
| 1998 | Hello How Are You                        | No Mercy                                          | Grünes Häkchensymbol für ja | Grünes Häkchensymbol für ja |
| 1972 | Hello Mary Lou                           | Bill Thompson                                     |                             | Grünes Häkchensymbol für ja |
| 1976 | Help! Help!                              | Boney M.                                          | Grünes Häkchensymbol für ja | Grünes Häkchensymbol für ja |
| 1976 | Help! Help!                              | Gilla                                             | Grünes Häkchensymbol für ja | Grünes Häkchensymbol für ja |
| 1976 | Herrenbesuche nicht erlaubt              | Gilla                                             | Grünes Häkchensymbol für ja | Grünes Häkchensymbol für ja |
| 2018 | Het leven is een feest                   | Christien                                         | Grünes Häkchensymbol für ja |                             |
| 1973 | Heute soll Sonntag sein                  | Randolph Rose                                     | Grünes Häkchensymbol für ja |                             |
| 1979 | Hey There Lonely Girl                    | Eruption                                          |                             | Grünes Häkchensymbol für ja |
| 1980 | Hey, Klaus                               | Anette, Anke und Andrea                           | Grünes Häkchensymbol für ja |                             |
| 1975 | Hey-Dakar                                | Exodus                                            | Grünes Häkchensymbol für ja |                             |
| 1971 | Himmelblaue Augen                        | Frank Farian                                      | Grünes Häkchensymbol für ja | Grünes Häkchensymbol für ja |
| 2005 | Holá holá                                | Hot Banditoz                                      | Grünes Häkchensymbol für ja |                             |
| 1977 | Hold On                                  | Gilla                                             | Grünes Häkchensymbol für ja | Grünes Häkchensymbol für ja |
| 1979 | Hold on I'm Coming                       | Precious Wilson                                   |                             | Grünes Häkchensymbol für ja |
| 1994 | Hole in the Air                          | Far Corporation                                   |                             | Grünes Häkchensymbol für ja |
| 1981 | Homeland Africa (Ship Ahoi)              | Boney M.                                          | Grünes Häkchensymbol für ja | Grünes Häkchensymbol für ja |
| 1979 | Hooray! Hooray! It's a Holi-Holiday      | Boney M.                                          | Grünes Häkchensymbol für ja | Grünes Häkchensymbol für ja |
| 1979 | Hooray! Hooray! It's a Holi-Holiday      | Franz Lambert                                     | Grünes Häkchensymbol für ja |                             |
| 1993 | Hooray! Hooray! It's a Holi-Holiday      | Ricky Martin                                      | Grünes Häkchensymbol für ja |                             |
| 1990 | How Can You Know (When You Love Someone) | John Davis                                        |                             | Grünes Häkchensymbol für ja |
| 1996 | How Much I Love You                      | No Mercy                                          |                             | Grünes Häkchensymbol für ja |

## I
| Jahr | Titel                                | Interpret                      | Autor                       | Produzent                   |
| ---- | ------------------------------------ | ------------------------------ | --------------------------- | --------------------------- |
| 1978 | I Can’t Carry On                     | Eruption                       |                             | Grünes Häkchensymbol für ja |
| 1977 | I Can’t Stand the Rain               | Eruption feat. Precious Wilson |                             | Grünes Häkchensymbol für ja |
| 1998 | I Can’t Stand the Rain               | La Bouche                      |                             | Grünes Häkchensymbol für ja |
| 1982 | I Don’t Know                         | Precious Wilson                |                             | Grünes Häkchensymbol für ja |
| 1984 | I Feel Good                          | Boney M.                       | Grünes Häkchensymbol für ja | Grünes Häkchensymbol für ja |
| 1998 | I Have Always Loved You              | No Mercy                       |                             | Grünes Häkchensymbol für ja |
| 1982 | I Heard It Through the Grapevine     | Precious Wilson                |                             | Grünes Häkchensymbol für ja |
| 2003 | I Love You All the Way               | Daniel Lopes                   |                             | Grünes Häkchensymbol für ja |
| 2003 | I Love You More Than Yesterday       | Daniel Lopes                   | Grünes Häkchensymbol für ja | Grünes Häkchensymbol für ja |
| 1981 | I Need You                           | Precious Wilson                |                             | Grünes Häkchensymbol für ja |
| 1980 | I See a Boat on the River            | Boney M.                       | Grünes Häkchensymbol für ja | Grünes Häkchensymbol für ja |
| 1985 | I See You                            | Bobby Farrell                  |                             | Grünes Häkchensymbol für ja |
| 1981 | I Shall Sing                         | Boney M.                       |                             | Grünes Häkchensymbol für ja |
| 2003 | I Will Haunt You                     | Daniel Lopes                   |                             | Grünes Häkchensymbol für ja |
| 2003 | I Will Never Stop                    | Daniel Lopes                   |                             | Grünes Häkchensymbol für ja |
| 1973 | Ich bin allein – So wie sonst        | Frank Farian                   | Grünes Häkchensymbol für ja | Grünes Häkchensymbol für ja |
| 1976 | Ich brenne                           | Gilla                          | Grünes Häkchensymbol für ja | Grünes Häkchensymbol für ja |
| 1977 | Ich kann auch alleine weitergehn     | Herlinde                       |                             | Grünes Häkchensymbol für ja |
| 1973 | Ich komm’ wieder, kleine Geisha      | Christian Anders               | Grünes Häkchensymbol für ja |                             |
| 1971 | Ich liebe dich so wie du bist        | Frank Farian                   | Grünes Häkchensymbol für ja | Grünes Häkchensymbol für ja |
| 1972 | Ich liebe dich so wie du bist        | Charly Marks                   | Grünes Häkchensymbol für ja | Grünes Häkchensymbol für ja |
| 1975 | Ich und Rocky Waschbär               | Mischa                         | Grünes Häkchensymbol für ja | Grünes Häkchensymbol für ja |
| 1990 | Ich vermiss’ dich                    | Claudia & Chris Roberts        | Grünes Häkchensymbol für ja | Grünes Häkchensymbol für ja |
| 1980 | If I Loved You Less                  | Precious Wilson                |                             |                             |
| 1985 | If You Could See You Through My Eyes | Far Corporation                |                             | Grünes Häkchensymbol für ja |
| 1985 | If You Ever Had a Broken Heart       | Jayne Collins                  | Grünes Häkchensymbol für ja | Grünes Häkchensymbol für ja |
| 1978 | Igor Stroganoff                      | De Strangers                   | Grünes Häkchensymbol für ja |                             |
| 1981 | I’ll Be Home for Christmas           | Boney M.                       | Grünes Häkchensymbol für ja | Grünes Häkchensymbol für ja |
| 1991 | I’ll Be Loving You                   | The Real Milli Vanilli         |                             | Grünes Häkchensymbol für ja |
| 1995 | I’ll Be There                        | La Bouche                      |                             | Grünes Häkchensymbol für ja |
| 1982 | I’ll Be Your Woman                   | La Mama                        |                             | Grünes Häkchensymbol für ja |
| 1978 | I’ll Take You There                  | Eruption                       |                             | Grünes Häkchensymbol für ja |
| 1994 | Illusie                              | Dana Winner                    | Grünes Häkchensymbol für ja |                             |
| 1984 | I’m Alive                            | Far Corporation                | Grünes Häkchensymbol für ja | Grünes Häkchensymbol für ja |
| 1979 | I’m Born Again                       | Boney M.                       |                             | Grünes Häkchensymbol für ja |
| 1998 | I’m Not Alone                        | No Mercy                       |                             | Grünes Häkchensymbol für ja |
| 1972 | I’m Sorry                            | Regina Palm                    |                             | Grünes Häkchensymbol für ja |
| 1971 | Immer frag’ich nach dir              | Frank Farian                   | Grünes Häkchensymbol für ja | Grünes Häkchensymbol für ja |
| 1989 | In My House                          | Jayne                          |                             | Grünes Häkchensymbol für ja |
| 1991 | In My Life                           | The Real Milli Vanilli         |                             | Grünes Häkchensymbol für ja |
| 2003 | In the Night (I Miss You)            | Daniel Lopes                   |                             | Grünes Häkchensymbol für ja |
| 2002 | In Your Life                         | La Bouche                      | Grünes Häkchensymbol für ja |                             |
| 1969 | Irgendwann                           | Frank Farian                   |                             | Grünes Häkchensymbol für ja |
| 1989 | Is It Love                           | Q                              |                             | Grünes Häkchensymbol für ja |
| 1980 | It’s Alright                         | Eruption                       |                             | Grünes Häkchensymbol für ja |
| 1989 | It’s Your Thing                      | Milli Vanilli                  |                             | Grünes Häkchensymbol für ja |

## J
| Jahr | Titel                               | Interpret       | Autor                       | Produzent                   |
| ---- | ----------------------------------- | --------------- | --------------------------- | --------------------------- |
| 1983 | Jambo – Hakuna Matata (No Problems) | Boney M.        |                             | Grünes Häkchensymbol für ja |
| 1989 | Jealousy                            | Q               |                             | Grünes Häkchensymbol für ja |
| 1971 | Jij bent wonderbaar                 | Marc Dex        | Grünes Häkchensymbol für ja |                             |
| 1981 | Jimmy                               | Boney M.        | Grünes Häkchensymbol für ja | Grünes Häkchensymbol für ja |
| 1981 | Jingle Bells                        | Boney M.        | Grünes Häkchensymbol für ja | Grünes Häkchensymbol für ja |
| 1976 | Johnny                              | Gilla           |                             | Grünes Häkchensymbol für ja |
| 1985 | Johnny Don’t Go the Distance        | Far Corporation |                             | Grünes Häkchensymbol für ja |
| 1981 | Joy to the World                    | Boney M.        | Grünes Häkchensymbol für ja | Grünes Häkchensymbol für ja |
| 1974 | Judy                                | Benny           | Grünes Häkchensymbol für ja | Grünes Häkchensymbol für ja |
| 1994 | Just a Wish                         | Far Corporation |                             | Grünes Häkchensymbol für ja |

## K
| Jahr | Titel                    | Interpret              | Autor                       | Produzent                   |
| ---- | ------------------------ | ---------------------- | --------------------------- | --------------------------- |
| 1984 | Kalimba de luna          | Boney M.               |                             | Grünes Häkchensymbol für ja |
| 1990 | Keep on Running          | Milli Vanilli          | Grünes Häkchensymbol für ja | Grünes Häkchensymbol für ja |
| 1990 | Keep on Running          | The Real Milli Vanilli | Grünes Häkchensymbol für ja | Grünes Häkchensymbol für ja |
| 1976 | Kein Mann weit und breit | Gilla                  | Grünes Häkchensymbol für ja | Grünes Häkchensymbol für ja |
| 1990 | Kikkit                   | Kikkit                 |                             | Grünes Häkchensymbol für ja |
| 1980 | Killing Me Softly        | Precious Wilson        |                             | Grünes Häkchensymbol für ja |
| 1985 | King of Dancin’          | Bobby Farrell          | Grünes Häkchensymbol für ja | Grünes Häkchensymbol für ja |
| 1978 | King of the Road         | Boney M.               |                             | Grünes Häkchensymbol für ja |
| 2003 | Kiss on My List          | Daniel Lopes           |                             | Grünes Häkchensymbol für ja |
| 1996 | Kiss You All Over        | No Mercy               |                             | Grünes Häkchensymbol für ja |
| 1982 | Kisuaheli                | Precious Wilson        |                             | Grünes Häkchensymbol für ja |
| 2001 | Komm zurück zu mir       | Catterfeld             |                             | Grünes Häkchensymbol für ja |

## L
| Jahr | Titel                                         | Interpret                           | Autor                       | Produzent                   |
| ---- | --------------------------------------------- | ----------------------------------- | --------------------------- | --------------------------- |
| 1976 | La décision                                   | Dave                                | Grünes Häkchensymbol für ja |                             |
| 1987 | Lady D'Arbanville                             | Peter Hofmann                       |                             | Grünes Häkchensymbol für ja |
| 1993 | Lady Godiva                                   | Boney M.                            | Grünes Häkchensymbol für ja | Grünes Häkchensymbol für ja |
| 1975 | Lady Marmalade (Do You Want to Sleep With Me) | Gilla                               |                             | Grünes Häkchensymbol für ja |
| 1983 | Land of 1000 Dances                           | Precious Wilson                     |                             | Grünes Häkchensymbol für ja |
| 2017 | Las mañanitas                                 | Boney M.                            | Grünes Häkchensymbol für ja | Grünes Häkchensymbol für ja |
| 1975 | Laß die Nacht aus dem Spiel                   | Gilla                               | Grünes Häkchensymbol für ja | Grünes Häkchensymbol für ja |
| 1978 | Lass mich gehen                               | Gilla                               |                             | Grünes Häkchensymbol für ja |
| 1974 | Laß mir Zeit, dich zu lieben                  | Frank Farian                        | Grünes Häkchensymbol für ja | Grünes Häkchensymbol für ja |
| 1975 | Laß mir Zeit, dich zu lieben                  | Gilla                               | Grünes Häkchensymbol für ja | Grünes Häkchensymbol für ja |
| 1983 | Le Freak                                      | Precious Wilson                     |                             | Grünes Häkchensymbol für ja |
| 1978 | Leave a Light                                 | Eruption                            |                             | Grünes Häkchensymbol für ja |
| 1978 | Left Me in the Rain                           | Eruption                            |                             | Grünes Häkchensymbol für ja |
| 1972 | Leg den Kopf an meine Schulter                | Frank Farian                        | Grünes Häkchensymbol für ja | Grünes Häkchensymbol für ja |
| 1979 | Let It All Be Music                           | Boney M. feat. Precious Wilson      |                             | Grünes Häkchensymbol für ja |
| 1998 | Let Me Be the One                             | No Mercy                            |                             | Grünes Häkchensymbol für ja |
| 1975 | Let Me Take You Back in Time                  | Eruption                            |                             | Grünes Häkchensymbol für ja |
| 1983 | Let the Sunshine In                           | Precious Wilson                     |                             | Grünes Häkchensymbol für ja |
| 1983 | Let’s Move Aerobic (Move Your Body)           | Precious Wilson                     | Grünes Häkchensymbol für ja | Grünes Häkchensymbol für ja |
| 1998 | Let’s Stay Together                           | No Mercy                            | Grünes Häkchensymbol für ja | Grünes Häkchensymbol für ja |
| 1975 | Lieben und frei sein                          | Gilla                               | Grünes Häkchensymbol für ja | Grünes Häkchensymbol für ja |
| 2017 | Like Diamonds in the Sky                      | Boney M. feat. Liz Mitchell         | Grünes Häkchensymbol für ja | Grünes Häkchensymbol für ja |
| 1981 | Little Drummer Boy                            | Boney M.                            |                             | Grünes Häkchensymbol für ja |
| 2000 | Live at Dominoes                              | The Avalanches                      | Grünes Häkchensymbol für ja |                             |
| 1985 | Live Inside Your Dreams                       | Far Corporation                     |                             | Grünes Häkchensymbol für ja |
| 1990 | Live Your Life                                | John Davis                          |                             | Grünes Häkchensymbol für ja |
| 1984 | Living Like a Moviestar                       | Boney M.                            | Grünes Häkchensymbol für ja | Grünes Häkchensymbol für ja |
| 2017 | Lonely Bell (I Hear Voices)                   | Boney M.                            | Grünes Häkchensymbol für ja | Grünes Häkchensymbol für ja |
| 1989 | Long Way                                      | The Touch with Terence Trent D’Arby |                             | Grünes Häkchensymbol für ja |
| 1971 | Looking Glass Room                            | The Falcons                         |                             | Grünes Häkchensymbol für ja |
| 1977 | Love for Sale                                 | Boney M.                            |                             | Grünes Häkchensymbol für ja |
| 1987 | Love Hurts                                    | Peter Hofmann                       |                             | Grünes Häkchensymbol für ja |
| 1993 | Love Is in the Air                            | Paris Red                           | Grünes Häkchensymbol für ja | Grünes Häkchensymbol für ja |
| 1980 | Love Me or Leave Me                           | Chris Denning                       |                             | Grünes Häkchensymbol für ja |
| 1976 | Lovin’ or Leavin’                             | Boney M.                            | Grünes Häkchensymbol für ja | Grünes Häkchensymbol für ja |
| 2017 | Lullaby                                       | Boney M. feat. Liz Mitchell         | Grünes Häkchensymbol für ja | Grünes Häkchensymbol für ja |

## M
| Jahr | Titel                                     | Interpret                                                     | Autor                       | Produzent                   |
| ---- | ----------------------------------------- | ------------------------------------------------------------- | --------------------------- | --------------------------- |
| 1977 | Ma Baker                                  | Boney M.                                                      | Grünes Häkchensymbol für ja | Grünes Häkchensymbol für ja |
| 1977 | Ma Baker                                  | Günter Noris                                                  | Grünes Häkchensymbol für ja |                             |
| 1977 | Ma Baker                                  | Max Greger                                                    | Grünes Häkchensymbol für ja |                             |
| 1977 | Ma Baker                                  | Kai Warner, Chor und Orchester                                | Grünes Häkchensymbol für ja |                             |
| 1977 | Ma Baker                                  | Ambros Seelos                                                 | Grünes Häkchensymbol für ja |                             |
| 1977 | Ma Baker                                  | Helmut Zacharias                                              | Grünes Häkchensymbol für ja |                             |
| 1978 | Ma Baker                                  | Jean-Claude Borelly                                           | Grünes Häkchensymbol für ja |                             |
| 1978 | Ma Baker                                  | Klaus Wunderlich                                              | Grünes Häkchensymbol für ja |                             |
| 1988 | Ma Baker                                  | Milli Vanilli                                                 | Grünes Häkchensymbol für ja |                             |
| 1998 | Ma Baker                                  | Boney M. vs. Sash!                                            | Grünes Häkchensymbol für ja | Grünes Häkchensymbol für ja |
| 1999 | Ma Baker                                  | Boney M. / Horny United (Liedtitel: Ma Baker/Somebody Scream) | Grünes Häkchensymbol für ja |                             |
| 2009 | Ma Baker                                  | Glamrock Brothers                                             | Grünes Häkchensymbol für ja |                             |
| 2012 | Ma Baker                                  | Axxis                                                         | Grünes Häkchensymbol für ja |                             |
| 2014 | Ma Baker                                  | Milking the Goatmachine                                       | Grünes Häkchensymbol für ja |                             |
| 1976 | Machen wir’s in Liebe                     | Gilla                                                         | Grünes Häkchensymbol für ja | Grünes Häkchensymbol für ja |
| 1973 | Mädchen aus Arbanville                    | Frank Farian                                                  |                             | Grünes Häkchensymbol für ja |
| 1973 | Mädchen so wild wie der Wind und das Meer | Frank Farian                                                  | Grünes Häkchensymbol für ja | Grünes Häkchensymbol für ja |
| 1985 | Madonna’s Eyes                            | Jayne Collins                                                 |                             | Grünes Häkchensymbol für ja |
| 1988 | Magic Touch                               | Milli Vanilli                                                 | Grünes Häkchensymbol für ja | Grünes Häkchensymbol für ja |
| 1989 | Make Believe                              | Jayne                                                         |                             | Grünes Häkchensymbol für ja |
| 1981 | Malaika                                   | Boney M.                                                      | Grünes Häkchensymbol für ja | Grünes Häkchensymbol für ja |
| 1995 | Mama Look (I Love Him)                    | La Bouche                                                     | Grünes Häkchensymbol für ja | Grünes Häkchensymbol für ja |
| 1971 | Mamy Blue                                 | Frank Farian                                                  |                             | Grünes Häkchensymbol für ja |
| 1986 | Man and a Woman                           | Meat Loaf                                                     |                             | Grünes Häkchensymbol für ja |
| 1988 | Mandela                                   | Liz Mitchell                                                  | Grünes Häkchensymbol für ja |                             |
| 1987 | Mandy                                     | Peter Hofmann                                                 |                             | Grünes Häkchensymbol für ja |
| 1990 | Mary                                      | John Davis                                                    |                             | Grünes Häkchensymbol für ja |
| 1978 | Mary’s Boy Child/Oh My Lord               | Boney M.                                                      | Grünes Häkchensymbol für ja | Grünes Häkchensymbol für ja |
| 1986 | Masculine                                 | Meat Loaf                                                     |                             | Grünes Häkchensymbol für ja |
| 1978 | Máthima to páthima                        | Teris Chrysos                                                 | Grünes Häkchensymbol für ja |                             |
| 2013 | Mein Leben für dich                       | Frank Cordes                                                  | Grünes Häkchensymbol für ja |                             |
| 1996 | Message of Love                           | No Mercy                                                      |                             | Grünes Häkchensymbol für ja |
| 1983 | Midnight Hour                             | Precious Wilson                                               |                             | Grünes Häkchensymbol für ja |
| 1974 | Milord                                    | Regina Palm                                                   |                             | Grünes Häkchensymbol für ja |
| 1974 | Mir ist kein Weg zu weit                  | Gilla                                                         | Grünes Häkchensymbol für ja | Grünes Häkchensymbol für ja |
| 1995 | Missing                                   | No Mercy                                                      |                             | Grünes Häkchensymbol für ja |
| 1988 | Money                                     | Milli Vanilli                                                 | Grünes Häkchensymbol für ja | Grünes Häkchensymbol für ja |
| 1974 | Moonlight                                 | Charly Marks                                                  |                             | Grünes Häkchensymbol für ja |
| 1976 | Moonlight                                 | Benny                                                         |                             | Grünes Häkchensymbol für ja |
| 1980 | Moonlight                                 | Eruption                                                      |                             | Grünes Häkchensymbol für ja |
| 1975 | Moonlight Madonna                         | Fred Gard                                                     |                             | Grünes Häkchensymbol für ja |
| 1998 | More Than a Feeling                       | No Mercy                                                      |                             | Grünes Häkchensymbol für ja |
| 1990 | More Than I Can Say to You                | John Davis                                                    |                             | Grünes Häkchensymbol für ja |
| 1989 | More Than You'll Ever Know                | Milli Vanilli                                                 |                             | Grünes Häkchensymbol für ja |
| 1998 | More, More, More                          | No Mercy                                                      | Grünes Häkchensymbol für ja | Grünes Häkchensymbol für ja |
| 1971 | Morgens, mittags, abends – Barbara        | Frank Farian                                                  |                             | Grünes Häkchensymbol für ja |
| 1984 | Mother and Child Reunion                  | Far Corporation feat. Reggie Tsiboe                           |                             | Grünes Häkchensymbol für ja |
| 1977 | Motherless Child                          | Boney M.                                                      | Grünes Häkchensymbol für ja | Grünes Häkchensymbol für ja |
| 1978 | Movin’                                    | Eruption                                                      |                             | Grünes Häkchensymbol für ja |
| 1989 | Moving Sensitive                          | Q                                                             |                             | Grünes Häkchensymbol für ja |
| 1980 | Mr. Pilotman                              | Precious Wilson                                               |                             | Grünes Häkchensymbol für ja |
| 1987 | Music                                     | Peter Hofmann                                                 |                             | Grünes Häkchensymbol für ja |
| 2017 | Music From Heaven                         | Boney M.                                                      | Grünes Häkchensymbol für ja | Grünes Häkchensymbol für ja |
| 1985 | My Chérie Amour                           | Boney M.                                                      |                             | Grünes Häkchensymbol für ja |
| 1975 | My Decision                               | Frank Farian                                                  | Grünes Häkchensymbol für ja | Grünes Häkchensymbol für ja |
| 1980 | My Friend Jack                            | Boney M.                                                      |                             | Grünes Häkchensymbol für ja |
| 1989 | My Generation                             | Jayne                                                         |                             | Grünes Häkchensymbol für ja |
| 1996 | My Promise to You                         | No Mercy                                                      |                             | Grünes Häkchensymbol für ja |

## N
| Jahr | Titel                                          | Interpret              | Autor                       | Produzent                   |
| ---- | ---------------------------------------------- | ---------------------- | --------------------------- | --------------------------- |
| 1973 | Nein, nein Du darfst nicht gehn                | Frank Farian           | Grünes Häkchensymbol für ja | Grünes Häkchensymbol für ja |
| 1978 | Never Change Lovers in the Middle of the Night | Boney M.               |                             | Grünes Häkchensymbol für ja |
| 2002 | Never Too Late                                 | Norissa                |                             | Grünes Häkchensymbol für ja |
| 1976 | New York City                                  | Boney M.               | Grünes Häkchensymbol für ja | Grünes Häkchensymbol für ja |
| 1991 | Nice ’N Easy                                   | The Real Milli Vanilli | Grünes Häkchensymbol für ja | Grünes Häkchensymbol für ja |
| 1995 | Nice ‘N’ Slow                                  | La Bouche              |                             | Grünes Häkchensymbol für ja |
| 1978 | Nightflight to Venus                           | Boney M.               | Grünes Häkchensymbol für ja | Grünes Häkchensymbol für ja |
| 1990 | No Alibi                                       | John Davis             |                             | Grünes Häkchensymbol für ja |
| 1979 | No Good Searchin’                              | Eruption               |                             | Grünes Häkchensymbol für ja |
| 1979 | No More Chain Gang                             | Boney M.               | Grünes Häkchensymbol für ja | Grünes Häkchensymbol für ja |
| 1985 | No One Else Will Do                            | Far Corporation        |                             | Grünes Häkchensymbol für ja |
| 1979 | No Time to Lose                                | Boney M.               | Grünes Häkchensymbol für ja | Grünes Häkchensymbol für ja |
| 1975 | No Woman, No Cry                               | Boney M.               |                             | Grünes Häkchensymbol für ja |
| 2017 | Now It’s Christmas Time                        | Boney M.               | Grünes Häkchensymbol für ja | Grünes Häkchensymbol für ja |
| 1983 | Nutbush City Limits                            | Precious Wilson        |                             | Grünes Häkchensymbol für ja |
| 1989 | Nymphomatic                                    | Jayne                  |                             | Grünes Häkchensymbol für ja |

## O
| Jahr | Titel                                    | Interpret       | Autor                       | Produzent                   |
| ---- | ---------------------------------------- | --------------- | --------------------------- | --------------------------- |
| 1979 | Oceans of Fantasy                        | Boney M.        |                             | Grünes Häkchensymbol für ja |
| 2017 | Oh Christmas Day                         | Boney M.        | Grünes Häkchensymbol für ja | Grünes Häkchensymbol für ja |
| 1981 | Oh Christmas Tree                        | Boney M.        | Grünes Häkchensymbol für ja | Grünes Häkchensymbol für ja |
| 1981 | Oh Come All Ye Faithful                  | Boney M.        | Grünes Häkchensymbol für ja | Grünes Häkchensymbol für ja |
| 1982 | Oh Julie / We Kill the World / My Bonnie | Franz Lambert   | Grünes Häkchensymbol für ja |                             |
| 1977 | Oh Mary, Mary                            | Benny           | Grünes Häkchensymbol für ja | Grünes Häkchensymbol für ja |
| 1998 | On a Night Like This                     | La Bouche       |                             | Grünes Häkchensymbol für ja |
| 1971 | On Broadway                              | The Falcons     |                             | Grünes Häkchensymbol für ja |
| 1987 | One By One                               | Far Corporation |                             | Grünes Häkchensymbol für ja |
| 1986 | One More Kiss (Night of the Soft Parade) | Meat Loaf       |                             | Grünes Häkchensymbol für ja |
| 1985 | One of Your Lovers                       | Far Corporation |                             | Grünes Häkchensymbol für ja |
| 1978 | One Way Ticket                           | Eruption        |                             | Grünes Häkchensymbol für ja |

## P
| Jahr | Titel                    | Interpret                   | Autor                       | Produzent                   |
| ---- | ------------------------ | --------------------------- | --------------------------- | --------------------------- |
| 1978 | Painter Man              | Boney M.                    |                             | Grünes Häkchensymbol für ja |
| 1993 | Papa Chico               | Boney M. feat. Liz Mitchell |                             | Grünes Häkchensymbol für ja |
| 1983 | Papa Was a Rolling Stone | Precious Wilson             |                             | Grünes Häkchensymbol für ja |
| 1996 | Part of Me               | No Mercy                    |                             | Grünes Häkchensymbol für ja |
| 1977 | Party, Party             | Eruption                    |                             | Grünes Häkchensymbol für ja |
| 1976 | Perfect                  | Liz Mitchell                |                             | Grünes Häkchensymbol für ja |
| 1981 | Petit Papa Noël          | Boney M.                    |                             | Grünes Häkchensymbol für ja |
| 1990 | Pillow Talk              | Bel Air                     |                             | Grünes Häkchensymbol für ja |
| 1977 | Plantation Boy           | Boney M.                    |                             | Grünes Häkchensymbol für ja |
| 1996 | Please Don’t Go          | Non Mercy                   | Grünes Häkchensymbol für ja | Grünes Häkchensymbol für ja |
| 1995 | Poetry in Motion         | La Bouche                   | Grünes Häkchensymbol für ja | Grünes Häkchensymbol für ja |
| 1997 | Por favor                | No Mercy                    | Grünes Häkchensymbol für ja | Grünes Häkchensymbol für ja |
| 1972 | Pretty Woman             | Charly Marks                |                             | Grünes Häkchensymbol für ja |

## Q
| Jahr | Titel              | Interpret | Autor | Produzent                   |
| ---- | ------------------ | --------- | ----- | --------------------------- |
| 1979 | Queen of the Night | Gilla     |       | Grünes Häkchensymbol für ja |

## R
| Jahr | Titel                              | Interpret                                  | Autor                       | Produzent                   |
| ---- | ---------------------------------- | ------------------------------------------ | --------------------------- | --------------------------- |
| 1986 | R.P.M.                             | Meat Loaf                                  |                             | Grünes Häkchensymbol für ja |
| 2005 | Radio Lollipop                     | Die Lollipops                              | Grünes Häkchensymbol für ja |                             |
| 1977 | Ragazzina                          | Fred Gard                                  |                             | Grünes Häkchensymbol für ja |
| 1989 | Rainy Day                          | Q                                          |                             | Grünes Häkchensymbol für ja |
| 1994 | Rainy Days                         | Far Corporation                            |                             | Grünes Häkchensymbol für ja |
| 1982 | Raising My Family                  | Precious Wilson                            |                             | Grünes Häkchensymbol für ja |
| 1978 | Rasputin                           | Boney M.                                   | Grünes Häkchensymbol für ja | Grünes Häkchensymbol für ja |
| 1978 | Rasputin                           | Gilla                                      | Grünes Häkchensymbol für ja | Grünes Häkchensymbol für ja |
| 1978 | Rasputin                           | Günter Noris                               | Grünes Häkchensymbol für ja |                             |
| 1988 | Rasputin                           | London Symphony Orchestra                  | Grünes Häkchensymbol für ja |                             |
| 2021 | Rasputin                           | Majestic x Boney M.                        | Grünes Häkchensymbol für ja |                             |
| 1983 | Reach Out, I’ll Be There           | Precious Wilson                            |                             | Grünes Häkchensymbol für ja |
| 1982 | Red Light                          | Precious Wilson                            |                             | Grünes Häkchensymbol für ja |
| 1983 | Respect                            | Precious Wilson                            |                             | Grünes Häkchensymbol für ja |
| 1979 | Ribbons of Blue                    | Boney M.                                   |                             | Grünes Häkchensymbol für ja |
| 1981 | Ride to Agadir                     | Boney M.                                   |                             | Grünes Häkchensymbol für ja |
| 1979 | Ride Your Pony                     | The Original Trinidad Steel Band           |                             | Grünes Häkchensymbol für ja |
| 1994 | Rikki Don't Lose That Number       | Frank Farian                               |                             | Grünes Häkchensymbol für ja |
| 1983 | Ring My Bell                       | Precious Wilson                            |                             | Grünes Häkchensymbol für ja |
| 1983 | River Deep, Mountain High          | Precious Wilson                            |                             | Grünes Häkchensymbol für ja |
| 1978 | Rivers of Babylon                  | Boney M.                                   | Grünes Häkchensymbol für ja | Grünes Häkchensymbol für ja |
| 1978 | Rivers of Babylon                  | Cliff Carpenter und sein Orchester         | Grünes Häkchensymbol für ja |                             |
| 1978 | Rivers of Babylon                  | Günter Noris                               | Grünes Häkchensymbol für ja |                             |
| 1978 | Rivers of Babylon                  | Orchestra Kai Warner                       | Grünes Häkchensymbol für ja |                             |
| 1978 | Rivers of Babylon                  | Ricky King                                 | Grünes Häkchensymbol für ja |                             |
| 1979 | Rivers of Babylon                  | Brotherhood of Man                         | Grünes Häkchensymbol für ja |                             |
| 1981 | Rivers of Babylon                  | Orchester Anthony Ventura                  | Grünes Häkchensymbol für ja |                             |
| 2017 | Rivers of Babylon                  | Captain Cook und seine singenden Saxophone | Grünes Häkchensymbol für ja |                             |
| 1983 | Rock 'N’Roll Hero                  | Meat Loaf                                  |                             | Grünes Häkchensymbol für ja |
| 1986 | Rock 'N’Roll Mercenaries           | Meat Loaf with John Parr                   |                             | Grünes Häkchensymbol für ja |
| 1985 | Rock'n Roll Connection             | Far Corporation                            |                             | Grünes Häkchensymbol für ja |
| 1975 | Rocky                              | Frank Farian                               |                             | Grünes Häkchensymbol für ja |
| 1976 | Rocky                              | Benny                                      |                             | Grünes Häkchensymbol für ja |
| 1977 | Rolling Skateboard                 | Benny and Copains                          | Grünes Häkchensymbol für ja | Grünes Häkchensymbol für ja |
| 1971 | Ruby Baby                          | Frank Farian                               |                             | Grünes Häkchensymbol für ja |
| 1990 | Rumours                            | Boney M.                                   | Grünes Häkchensymbol für ja | Grünes Häkchensymbol für ja |
| 1980 | Runaway                            | Eruption                                   |                             | Grünes Häkchensymbol für ja |
| 2015 | Running Man (Frankie’s on the Run) | Boney M. feat. Guyana                      | Grünes Häkchensymbol für ja | Grünes Häkchensymbol für ja |

## S
| Jahr | Titel                                        | Interpret                                                      | Autor                       | Produzent                   |
| ---- | -------------------------------------------- | -------------------------------------------------------------- | --------------------------- | --------------------------- |
| 1981 | Sad Movies                                   | Boney M.                                                       |                             | Grünes Häkchensymbol für ja |
| 2017 | Sag’nicht Goodbye zu unseren Träumen         | Natalie Lament                                                 | Grünes Häkchensymbol für ja |                             |
| 1985 | Sample City                                  | Boney M.                                                       | Grünes Häkchensymbol für ja | Grünes Häkchensymbol für ja |
| 1998 | Say It With Love                             | La Bouche                                                      |                             | Grünes Häkchensymbol für ja |
| 1977 | Say Yes                                      | Gilla                                                          | Grünes Häkchensymbol für ja | Grünes Häkchensymbol für ja |
| 1998 | Say You’ll Be Mine                           | La Bouche                                                      |                             | Grünes Häkchensymbol für ja |
| 1973 | Schön war die Zeit                           | Charly Marks                                                   |                             | Grünes Häkchensymbol für ja |
| 1973 | Schön war die Zeit                           | Frank Farian                                                   | Grünes Häkchensymbol für ja | Grünes Häkchensymbol für ja |
| 1984 | School’s Out                                 | Boney M. & Bobby Farrell with The School-Rebels                | Grünes Häkchensymbol für ja | Grünes Häkchensymbol für ja |
| 1987 | Sebastian                                    | Far Corporation                                                |                             |                             |
| 2018 | Seit ich Rentner bin                         | Tony Marshall                                                  | Grünes Häkchensymbol für ja |                             |
| 1983 | Sex Machine                                  | Precious Wilson                                                |                             | Grünes Häkchensymbol für ja |
| 1992 | Sexy Eyes                                    | Try ’n’ B                                                      |                             | Grünes Häkchensymbol für ja |
| 1990 | Shake It Up                                  | Bel Air                                                        |                             | Grünes Häkchensymbol für ja |
| 1983 | Shame, Shame, Shame                          | Precious Wilson                                                |                             | Grünes Häkchensymbol für ja |
| 1994 | She's Back Again                             | Far Corporation                                                | Grünes Häkchensymbol für ja | Grünes Häkchensymbol für ja |
| 2003 | Shine On                                     | Daniel Lopes                                                   |                             | Grünes Häkchensymbol für ja |
| 1995 | Shoo Bee Do Bee Do (I Like That Way)         | La Bouche                                                      | Grünes Häkchensymbol für ja | Grünes Häkchensymbol für ja |
| 1977 | Sie war erst siebzehn (und neu in der Stadt) | Frank Farian                                                   |                             | Grünes Häkchensymbol für ja |
| 1977 | Silent Lover                                 | Boney M.                                                       | Grünes Häkchensymbol für ja | Grünes Häkchensymbol für ja |
| 1980 | Silent Lover                                 | El Coco                                                        | Grünes Häkchensymbol für ja |                             |
| 1981 | Silly Confusion                              | Boney M.                                                       | Grünes Häkchensymbol für ja | Grünes Häkchensymbol für ja |
| 1995 | Skate With Me                                | Loop feat. Katarina Witt, Melanie, Joan Faulkner & Linda Rocco |                             | Grünes Häkchensymbol für ja |
| 1977 | Skateboard                                   | Benny                                                          | Grünes Häkchensymbol für ja | Grünes Häkchensymbol für ja |
| 1977 | Skateboard                                   | Benny and Copains                                              | Grünes Häkchensymbol für ja | Grünes Häkchensymbol für ja |
| 1977 | Skateboard                                   | Cliff Carpenter und sein Orchester                             | Grünes Häkchensymbol für ja |                             |
| 1977 | Small Town Casanova                          | Chris Denning                                                  |                             | Grünes Häkchensymbol für ja |
| 1987 | Smoke Gets in Your Eyes                      | Peter Hofmann                                                  |                             | Grünes Häkchensymbol für ja |
| 2012 | So ein Schwachkopf                           | SpongeBob Schwammkopf feat. Thaddäus                           | Grünes Häkchensymbol für ja |                             |
| 1971 | So ein Tag                                   | Frank Farian                                                   | Grünes Häkchensymbol für ja | Grünes Häkchensymbol für ja |
| 1973 | So muß Liebe sein                            | Frank Farian                                                   | Grünes Häkchensymbol für ja | Grünes Häkchensymbol für ja |
| 1975 | So nah (seltsam)                             | Gilla                                                          | Grünes Häkchensymbol für ja | Grünes Häkchensymbol für ja |
| 1971 | So verliebt                                  | Regina Palm                                                    | Grünes Häkchensymbol für ja | Grünes Häkchensymbol für ja |
| 1994 | Solitude                                     | Far Corporation                                                |                             | Grünes Häkchensymbol für ja |
| 1984 | Somewhere in the World                       | Boney M.                                                       |                             | Grünes Häkchensymbol für ja |
| 2015 | Song of Joy                                  | Boney M. feat. Liz Mitchell & Friends                          | Grünes Häkchensymbol für ja |                             |
| 1982 | Soothe Me                                    | Precious Wilson                                                |                             | Grünes Häkchensymbol für ja |
| 1998 | SOS                                          | La Bouche                                                      |                             | Grünes Häkchensymbol für ja |
| 1980 | Spaced Out                                   | Eruption                                                       |                             | Grünes Häkchensymbol für ja |
| 1983 | Spanish Harlem                               | Precious Wilson                                                |                             | Grünes Häkchensymbol für ja |
| 1986 | Special Girl                                 | Meat Loaf                                                      |                             | Grünes Häkchensymbol für ja |
| 1972 | Speedy Gonzales                              | Frank Farian                                                   |                             | Grünes Häkchensymbol für ja |
| 1970 | Speedy Jack                                  | Frank Farian                                                   | Grünes Häkchensymbol für ja |                             |
| 1976 | Spring über deinen Schatten, Tommy           | Frank Farian                                                   |                             | Grünes Häkchensymbol für ja |
| 1985 | Stairway to Heaven                           | Far Corporation                                                |                             | Grünes Häkchensymbol für ja |
| 1980 | Stand Up and Sing Hallelujah                 | Eruption                                                       |                             | Grünes Häkchensymbol für ja |
| 1986 | Standing on the Outside                      | Meat Loaf                                                      |                             | Grünes Häkchensymbol für ja |
| 1980 | Stay By My Side                              | Precious Wilson                                                |                             | Grünes Häkchensymbol für ja |
| 1990 | Still Be Loving You                          | John Davis                                                     |                             | Grünes Häkchensymbol für ja |
| 1977 | Still I’m Sad                                | Boney M.                                                       |                             | Grünes Häkchensymbol für ja |
| 1990 | Stories                                      | Boney M.                                                       |                             | Grünes Häkchensymbol für ja |
| 1980 | Strange                                      | Boney M.                                                       |                             | Grünes Häkchensymbol für ja |
| 2003 | Summer Angel                                 | Non Mercy                                                      | Grünes Häkchensymbol für ja | Grünes Häkchensymbol für ja |
| 1981 | Summer Groovin’                              | Enigma                                                         | Grünes Häkchensymbol für ja | Grünes Häkchensymbol für ja |
| 1976 | Sunny                                        | Boney M.                                                       |                             | Grünes Häkchensymbol für ja |
| 1976 | Sunny                                        | Gilla                                                          | Grünes Häkchensymbol für ja | Grünes Häkchensymbol für ja |
| 2003 | Super Girl                                   | Daniel Lopes                                                   | Grünes Häkchensymbol für ja | Grünes Häkchensymbol für ja |
| 1983 | Superstition                                 | Precious Wilson                                                |                             | Grünes Häkchensymbol für ja |
| 1989 | Supervize Me                                 | Q                                                              |                             | Grünes Häkchensymbol für ja |
| 1975 | Susie Darlin’                                | Copains                                                        |                             | Grünes Häkchensymbol für ja |
| 1976 | Susie Darlin’                                | Benny                                                          |                             | Grünes Häkchensymbol für ja |
| 1994 | Sweet Dreams (Ola Ola E)                     | La Bouche                                                      |                             | Grünes Häkchensymbol für ja |
| 1998 | Sweet Little Persuader                       | La Bouche                                                      |                             | Grünes Häkchensymbol für ja |
| 1975 | Sweet Rosalie                                | Janosch Rosenberg                                              | Grünes Häkchensymbol für ja | Grünes Häkchensymbol für ja |

## T
| Jahr | Titel                               | Interpret                          | Autor                       | Produzent                   |
| ---- | ----------------------------------- | ---------------------------------- | --------------------------- | --------------------------- |
| 1989 | Take It As It Comes                 | Milli Vanilli                      |                             | Grünes Häkchensymbol für ja |
| 1979 | Take the Best of Me                 | Gilla                              |                             | Grünes Häkchensymbol für ja |
| 1976 | Take the Heat Off Me                | Boney M.                           |                             | Grünes Häkchensymbol für ja |
| 1979 | Take Your Time                      | Gilla                              |                             | Grünes Häkchensymbol für ja |
| 1975 | Tante Josephine                     | Mischa                             |                             | Grünes Häkchensymbol für ja |
| 1968 | Tanz die ganze Nacht allein mit mir | Frank Farian                       |                             | Grünes Häkchensymbol für ja |
| 1972 | Tears                               | Charly Marks                       | Grünes Häkchensymbol für ja | Grünes Häkchensymbol für ja |
| 1991 | Tell Me Where It Hurts              | The Real Milli Vanilli             |                             | Grünes Häkchensymbol für ja |
| 1987 | The Air That I Breathe              | Peter Hofmann                      |                             | Grünes Häkchensymbol für ja |
| 1984 | The Alibama                         | Boney M.                           | Grünes Häkchensymbol für ja | Grünes Häkchensymbol für ja |
| 1989 | The Beast in Me                     | Q                                  |                             | Grünes Häkchensymbol für ja |
| 1983 | The Bushman                         | AD                                 |                             | Grünes Häkchensymbol für ja |
| 1982 | The Carnival Is Over                | Boney M.                           |                             | Grünes Häkchensymbol für ja |
| 1990 | The End of Good Times               | Milli Vanilli                      | Grünes Häkchensymbol für ja | Grünes Häkchensymbol für ja |
| 1991 | The End of Good Times               | The Real Milli Vanilli             | Grünes Häkchensymbol für ja | Grünes Häkchensymbol für ja |
| 1981 | The First Noël                      | Boney M.                           | Grünes Häkchensymbol für ja | Grünes Häkchensymbol für ja |
| 1977 | The Girl From Ipanema               | Gilla                              |                             | Grünes Häkchensymbol für ja |
| 1979 | The Heat Is On                      | Gilla                              |                             | Grünes Häkchensymbol für ja |
| 1995 | The Heat Is On                      | La Bouche                          | Grünes Häkchensymbol für ja | Grünes Häkchensymbol für ja |
| 1982 | The Night the Music Died            | Precious Wilson                    |                             | Grünes Häkchensymbol für ja |
| 1977 | The River Sings                     | Gilla                              | Grünes Häkchensymbol für ja | Grünes Häkchensymbol für ja |
| 1989 | The Summer Megamix                  | Boney M.                           | Grünes Häkchensymbol für ja | Grünes Häkchensymbol für ja |
| 1979 | The Summerwind                      | Gilla                              |                             | Grünes Häkchensymbol für ja |
| 1978 | The Way We Were                     | Eruption                           |                             | Grünes Häkchensymbol für ja |
| 1992 | The Ya Ya’s Theme                   | The Ya Ya's                        | Grünes Häkchensymbol für ja |                             |
| 1989 | There’s a Light                     | Jayne                              |                             | Grünes Häkchensymbol für ja |
| 1997 | Tic, Tic Tac                        | Chilli feat. Carrapicho            |                             | Grünes Häkchensymbol für ja |
| 1989 | Tightrope                           | Jayne                              |                             | Grünes Häkchensymbol für ja |
| 1993 | Time to Remember                    | Boney M.                           | Grünes Häkchensymbol für ja | Grünes Häkchensymbol für ja |
| 1985 | Todos Buenos                        | Boney M.                           | Grünes Häkchensymbol für ja | Grünes Häkchensymbol für ja |
| 1980 | Together Forever                    | Precious Wilson                    |                             | Grünes Häkchensymbol für ja |
| 1979 | Tom Cat                             | Gilla                              |                             | Grünes Häkchensymbol für ja |
| 1991 | Too Late (True Love)                | The Real Milli Vanilli             |                             | Grünes Häkchensymbol für ja |
| 1988 | Too Much Monkey Business            | Milli Vanilli                      | Grünes Häkchensymbol für ja | Grünes Häkchensymbol für ja |
| 2003 | Tricky, Tricky                      | Daniel Lopes                       |                             | Grünes Häkchensymbol für ja |
| 1998 | Tu amor                             | No Mercy                           |                             | Grünes Häkchensymbol für ja |
| 1975 | Tu’es!                              | Gilla                              | Grünes Häkchensymbol für ja | Grünes Häkchensymbol für ja |
| 1976 | Tu’es!                              | Cliff Carpenter und sein Orchester | Grünes Häkchensymbol für ja |                             |
| 1976 | Tu’es!                              | Jo Ment                            | Grünes Häkchensymbol für ja |                             |
| 2017 | Tula Baba                           | Boney M.                           | Grünes Häkchensymbol für ja | Grünes Häkchensymbol für ja |
| 1979 | Two of Us                           | Boney M.                           |                             | Grünes Häkchensymbol für ja |

## U
| Jahr | Titel                                                      | Interpret       | Autor                       | Produzent                   |
| ---- | ---------------------------------------------------------- | --------------- | --------------------------- | --------------------------- |
| 1981 | Und wir sahen uns nur an (… zerredeten das rosarote Licht) | Frank Farian    | Grünes Häkchensymbol für ja | Grünes Häkchensymbol für ja |
| 1997 | Unexpected Lovers                                          | La Bouche       |                             | Grünes Häkchensymbol für ja |
| 1979 | Up and Away                                                | Eruption        |                             | Grünes Häkchensymbol für ja |
| 1983 | Upside Down                                                | Precious Wilson |                             | Grünes Häkchensymbol für ja |

## V
| Jahr | Titel                                                           | Interpret                  | Autor | Produzent                   |
| ---- | --------------------------------------------------------------- | -------------------------- | ----- | --------------------------- |
| 1979 | Valley of the Dolls                                             | Eruption                   |       | Grünes Häkchensymbol für ja |
| 1982 | Video                                                           | Precious Wilson            |       | Grünes Häkchensymbol für ja |
| 1978 | Voodoonight                                                     | Boney M.                   |       | Grünes Häkchensymbol für ja |
| 1975 | Voulez-vous coucher avec moi – Willst du mit mir schlafen gehn? | Seventy Five Music & Gilla |       | Grünes Häkchensymbol für ja |

## W
| Jahr | Titel                                       | Interpret              | Autor                       | Produzent                   |
| ---- | ------------------------------------------- | ---------------------- | --------------------------- | --------------------------- |
| 1976 | Was geht da vor hinter Billy’s Scheunentor? | Benny                  | Grünes Häkchensymbol für ja | Grünes Häkchensymbol für ja |
| 1976 | Was ist mit uns geschehen?                  | Benny                  |                             | Grünes Häkchensymbol für ja |
| 1972 | Was kann schöner sein                       | Frank Farian           |                             | Grünes Häkchensymbol für ja |
| 1976 | Was vorbei ist, ist vorbei                  | Gilla                  |                             | Grünes Häkchensymbol für ja |
| 1976 | Was wird aus Jenny? (Rocky Teil II)         | Frank Farian           | Grünes Häkchensymbol für ja | Grünes Häkchensymbol für ja |
| 1971 | Water on the Brain                          | The Falcons            |                             | Grünes Häkchensymbol für ja |
| 1977 | Wayward Love                                | Eruption               |                             | Grünes Häkchensymbol für ja |
| 1980 | We Are on the Race Track                    | Precious Wilson        |                             | Grünes Häkchensymbol für ja |
| 1990 | We Can Work It Out                          | John Davis             |                             | Grünes Häkchensymbol für ja |
| 1979 | We Gotta Get Out of This Place              | Gilla                  |                             | Grünes Häkchensymbol für ja |
| 1980 | We Gotta Talk About It                      | Eruption               |                             | Grünes Häkchensymbol für ja |
| 1981 | We Kill the World (Don't Kill the World)    | Boney M.               | Grünes Häkchensymbol für ja | Grünes Häkchensymbol für ja |
| 1976 | Wendy, der Sommer wird heiß                 | Benny                  | Grünes Häkchensymbol für ja | Grünes Häkchensymbol für ja |
| 1981 | When a Child Is Born                        | Boney M.               |                             | Grünes Häkchensymbol für ja |
| 1991 | When I Die                                  | The Real Milli Vanilli | Grünes Häkchensymbol für ja | Grünes Häkchensymbol für ja |
| 1996 | When I Die                                  | Non Mercy              | Grünes Häkchensymbol für ja | Grünes Häkchensymbol für ja |
| 1997 | Whenever You Want                           | La Bouche              |                             | Grünes Häkchensymbol für ja |
| 1984 | Where Did You Go                            | Boney M.               |                             | Grünes Häkchensymbol für ja |
| 1995 | Where Do You Go                             | La Bouche              | Grünes Häkchensymbol für ja | Grünes Häkchensymbol für ja |
| 1996 | Where Do You Go                             | No Mercy               | Grünes Häkchensymbol für ja | Grünes Häkchensymbol für ja |
| 2000 | Where Is the Love                           | No Mercy               | Grünes Häkchensymbol für ja | Grünes Häkchensymbol für ja |
| 1981 | White Christmas                             | Boney M.               |                             | Grünes Häkchensymbol für ja |
| 2017 | White Mountains                             | Boney M.               | Grünes Häkchensymbol für ja | Grünes Häkchensymbol für ja |
| 1990 | Who Do You Love                             | John Davis             |                             | Grünes Häkchensymbol für ja |
| 1996 | Who Do You Love                             | No Mercy               | Grünes Häkchensymbol für ja |                             |
| 1982 | Why Don’t I Run Away From You               | Precious Wilson        |                             | Grünes Häkchensymbol für ja |
| 1975 | Why Don’t You Do It?                        | Gilla                  | Grünes Häkchensymbol für ja | Grünes Häkchensymbol für ja |
| 1984 | Wild Planet                                 | Boney M.               | Grünes Häkchensymbol für ja | Grünes Häkchensymbol für ja |
| 1974 | Wilde Rosen                                 | Gilla                  | Grünes Häkchensymbol für ja | Grünes Häkchensymbol für ja |
| 1981 | Winter Fairy-Tale                           | Boney M.               |                             | Grünes Häkchensymbol für ja |
| 1996 | Wir laufen Ski                              | Die Schlümpfe          | Grünes Häkchensymbol für ja |                             |
| 1975 | Wir sind nicht mehr zu jung                 | Benny                  | Grünes Häkchensymbol für ja | Grünes Häkchensymbol für ja |
| 1996 | Wo gehst Du hin?                            | Catlén                 | Grünes Häkchensymbol für ja |                             |
| 1975 | Worte                                       | Gilla                  | Grünes Häkchensymbol für ja | Grünes Häkchensymbol für ja |
| 1973 | Wunderbar                                   | Frank Farian           | Grünes Häkchensymbol für ja | Grünes Häkchensymbol für ja |

## Y
| Jahr | Titel                             | Interpret                     | Autor                       | Produzent                   |
| ---- | --------------------------------- | ----------------------------- | --------------------------- | --------------------------- |
| 1965 | Yakety Yak                        | Frankie Farian & die Schatten | Grünes Häkchensymbol für ja | Grünes Häkchensymbol für ja |
| 1980 | You (You Are My Soul)             | Eruption                      |                             | Grünes Häkchensymbol für ja |
| 1980 | You Ain’t Got Love                | Precious Wilson               |                             | Grünes Häkchensymbol für ja |
| 1985 | You Are the Woman                 | Far Corporation               |                             | Grünes Häkchensymbol für ja |
| 1994 | You Change My Life                | Far Corporation               |                             | Grünes Häkchensymbol für ja |
| 1982 | You Haven’t Heard the Last of Me  | Precious Wilson               |                             | Grünes Häkchensymbol für ja |
| 1983 | You Keep Me Hanging On            | Precious Wilson               |                             | Grünes Häkchensymbol für ja |
| 1987 | You Never Have to Say You Love Me | Far Corporation               | Grünes Häkchensymbol für ja | Grünes Häkchensymbol für ja |
| 1998 | You Really Got Me                 | No Mercy                      | Grünes Häkchensymbol für ja | Grünes Häkchensymbol für ja |
| 1990 | You Satisfy Me                    | John Davis                    | Grünes Häkchensymbol für ja | Grünes Häkchensymbol für ja |
| 1997 | You Won’t Forget Me               | La Bouche                     | Grünes Häkchensymbol für ja | Grünes Häkchensymbol für ja |
| 1987 | Young Girl                        | Peter Hofmann                 |                             | Grünes Häkchensymbol für ja |
| 1985 | Young, Free and Single            | Boney M. feat. Bobby Farrell  | Grünes Häkchensymbol für ja | Grünes Häkchensymbol für ja |
| 1982 | Your Face Stays on My Mind        | Precious Wilson               |                             | Grünes Häkchensymbol für ja |
| 1987 | You’re a Lady                     | Peter Hofmann                 |                             | Grünes Häkchensymbol für ja |
| 1981 | You’re a Strong Man               | Precious Wilson               | Grünes Häkchensymbol für ja | Grünes Häkchensymbol für ja |
| 2003 | You’re Not Invisible              | Daniel Lopes                  |                             | Grünes Häkchensymbol für ja |
| 2005 | Yummy Yummy Song                  | Gift                          | Grünes Häkchensymbol für ja | Grünes Häkchensymbol für ja |

## Z
| Jahr | Titel           | Interpret | Autor                       | Produzent                   |
| ---- | --------------- | --------- | --------------------------- | --------------------------- |
| 1976 | Zieh’ mich aus  | Gilla     | Grünes Häkchensymbol für ja | Grünes Häkchensymbol für ja |
| 1981 | Zion’s Daughter | Boney M.  | Grünes Häkchensymbol für ja | Grünes Häkchensymbol für ja |
| 1974 | Zwei wie wir    | Benny     |                             | Grünes Häkchensymbol für ja |